# Coelioxys polycentris
Coelioxys polycentris là một loài Hymenoptera trong họ Megachilidae. Loài này được Förster mô tả khoa học năm 1853.